# MEGA WEB
MEGA WEB（メガウェブ）は、東京都江東区青海のパレットタウン内に存在していた、トヨタ自動車の展示ショールームである。後述の再開発計画に伴い、2021年12月31日に閉館した。

## 概要
1999年3月のパレットタウン街開きと同時にオープンした、「トヨタ シティショウケース」「ヒストリーガレージ」「ライド スタジオ（旧称：フューチャーワールドエクスペリエンス → トヨタユニバーサルデザインショウケース）」の3館からなるトヨタ自動車の展示ショールームである。
施設運営は、東京都豊島区池袋に存在したアムラックス東京と同じく株式会社アムラックストヨタが行っていた。トヨタの市販車種ほぼ全てに試乗できる有料試乗コース「ライドワン」も存在した。
試乗コースでは、F1日本グランプリの富士スピードウェイ誘致の一環として、2006年から2008年にかけてF1日本グランプリの1週間前の土曜日・日曜日に、トヨタチーム所属のF1ドライバーによるF1マシンのデモ走行が行われていた。中でも2006年はモータースポーツジャパンとの合同イベントとなった関係で、ホンダのF1マシンであるホンダ・RA106が登場し、トヨタのトヨタ・TF106と競演した。2009年にトヨタがF1から撤退したため、同年以降は開催されなかった。
SUPER GTやル・マン24時間レース等に参戦するトヨタ（レクサス）陣営のドライバーによるイベントが開催されることも多かった。2009年には、ライバルのホンダ・日産も含めたGT500クラスのワークスドライバーがほぼ全員集合した「SUPER GT 夏祭り」が開催された（「2009年のSUPER GT#イベント」も参照）。2019年には東京ビッグサイトを補完する形で第46回東京モーターショーの会場として使用。期間中はゲームソフト『グランツーリスモSPORT』を用いたeモータースポーツステージも設けられ、同ソフトの国際大会であるFIA（国際自動車連盟）認定グランツーリスモ チャンピオンシップ 2019 東京大会が開催された。

### 施設の閉館について
パレットタウンの他施設と同様、当初より10年間限定での営業となっており、東京都との賃貸契約が切れる2010年5月までに廃止撤去し、土地は更地にした上で東京都に返却する予定であったが、同地を森ビルとトヨタ自動車が取得したことや、リーマン・ショックによる景気低迷の影響から、当面は同じパレットタウンにあるヴィーナスフォート等と同じく営業が継続されることとなった。
2013年夏頃より一時閉館し、同年11月2日に全館リニューアルオープンした。また、同年12月23日に全面閉館したアムラックス東京のショールーム機能をすべて引き継ぐ形となった。
2020年、パレットタウン用地に大型複合アリーナ（名称はのちに「TOYOTA ARENA TOKYO」に決定）や商業施設を建設する計画（アリーナは本施設跡地部分に建設される）が発表された。パレットタウンの各施設は順次営業を終了することとなり、本施設はパレットタウンの施設としては最も早い2021年12月31日に営業を終了した。これにより、銀座ソニービル内トヨタショールームを皮切りにアムラックス、メガウェブと続いた東京都内におけるトヨタ自動車のショールームは姿を消した。
施設は2022年4月1日より解体されている。また、跡地の一部では暫定的なサーキット「CITY CIRCUIT TOKYO BAY」も2023年11月に開業している。

## 主なコーナー

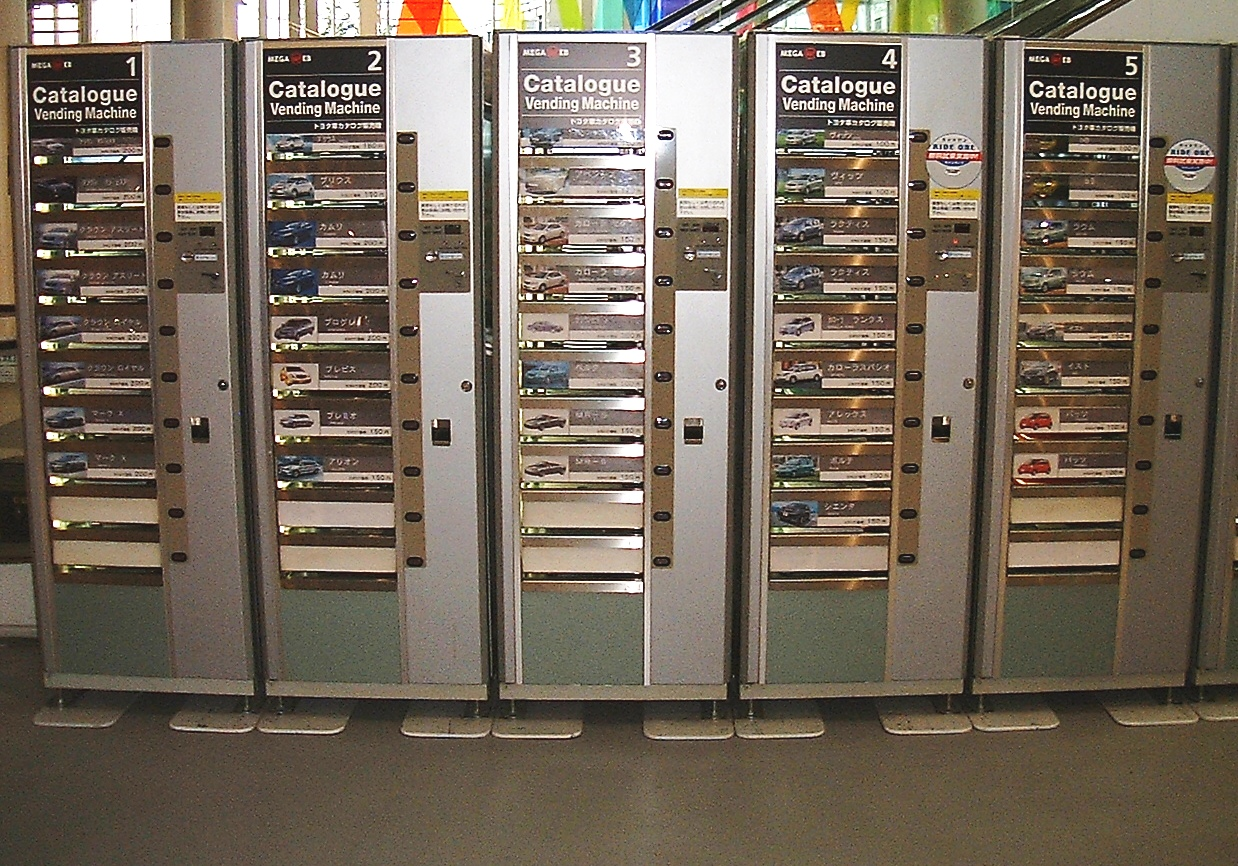
カタログ販売機

### トヨタ シティショウケース
主要なトヨタ車が展示されるショールームで、トヨタ車の現行の市販モデルがほぼ全て展示されていた。展示車種は自由に乗り降り可能であった。特別展示として競技用車両や過去のモデルも展示されることもあった。
ゲームなどのアトラクションと飲食店「ルーキーカフェ（旧ライドワンカフェ）」も存在した。また、アムラックス時代同様、ミレルと呼ばれる案内係が常駐していた（19時まで)。
カタログは、開業からしばらくは「カタログ販売機」という自動販売機（日刊紙を扱う新聞自動販売機と同種）で購入できるようになっており、センチュリーを除くトヨタの全車種を網羅していた。特別仕様車のカタログ（見開き2-4頁程度のもの）は販売機付近のラックで無償配布されていた。後年になって電子書籍やウェブページの普及を受け、販売機は撤去され配布自体が行われなくなった。

#### ライドワン
MEGA WEBとヴィーナスフォートの建物に沿って敷設された1.3kmのコースで、トヨタの市販車のほとんどを試乗することができた（コース2周）。通常試乗料金は1台につき300円。なお、新型車が登場してしばらくの間などはキャンペーンで当該車種の試乗料金が無料になる場合もあった。
試乗は完全予約制となっており、予約は館内端末かMEGA WEBのサイト、または電話予約窓口で受け付けていた（館内端末のみ当日予約も可）。試乗には通常の走行と同様、運転者が有効な自動車運転免許証を所持している必要があるほか、オートマチック限定免許ではMT車の試乗は不可能であった。コースは前述の通り2周2.6キロで、20～40kmの制限速度の他、信号機や一時停止線が設定されていた。
ライドワンのコースを使うイベントにおいてコースを封鎖する場合、通常の試乗ができない場合もあった。
なお、試乗コース中央にあったオブジェはリニューアル時に撤去されている。

#### ドライバーズコミュニケーション
毎週日曜日午前（一部例外あり）、モビリタ（富士スピードウェイ内に拠点があるトヨタ自動車安全運転講習センター）提供による「ドライバーズコミュニケーション」がライドワンで開催されており、短時間で同乗したスタッフから運転操作についてのアドバイスを受けながら、ABS作動を体験することなどができた。こちらも参加する場合は、ライドワンと同じ手段で前日までの予約を必要とした。

#### トヨタハートフルプラザ東京
2017年（平成29年）12月12日に、施設を移転し当地に開業した。ウェルキャブの展示のほか、試乗も可能である。
- 2020年2月時点で閉鎖、ウェルキャブの展示のみ

### ライドスタジオ
ユニバーサルデザインショウケースをリニューアルした建物で、「インドアライドワン」「プチライドワン」と呼ばれる子供向け運転体験施設が存在した。前者ではキッズハイブリッドカーと「ピウス」「カマッテ」という車の乗車体験ができ、後者ではペダルカーの乗車体験ができた。いずれも年齢・身長制限がある。「ピウス」「カマッテ」を体験するには講習が必要で、講習を受けると仮免許証を取得でき、走行体験を行うと本免許証が取得できた。
2020年11月16日からはインターネットによる事前予約が可能となり、試乗日3日前から公式サイト上で好みの時間に予約することができるようになった。

### ヒストリーガレージ
愛知県にあるトヨタ博物館同様、日本国内外のクラシックカーの展示や、海外を含めた自動車雑誌やミニカーなどの購入もできた。

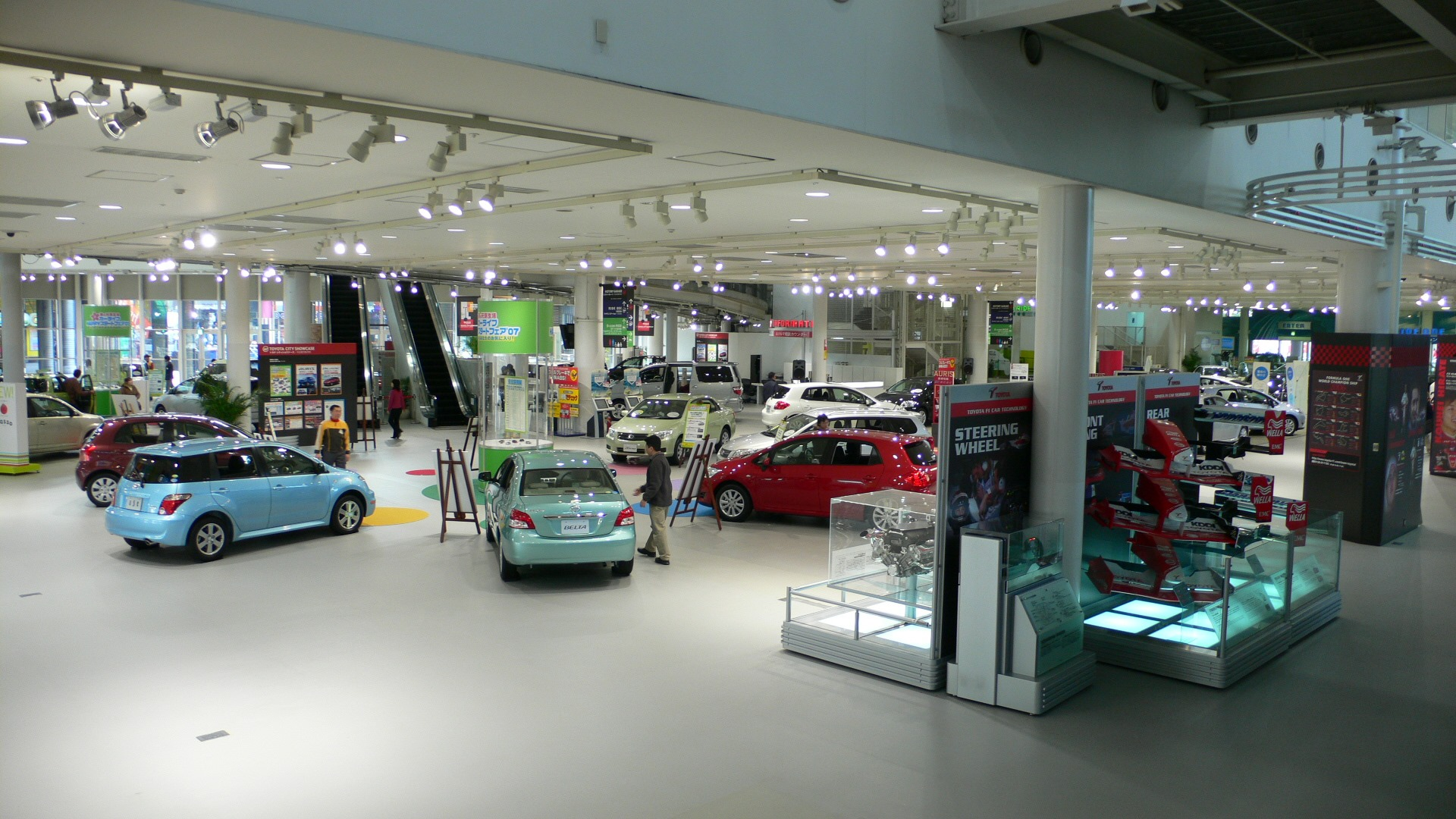
シティショウケース
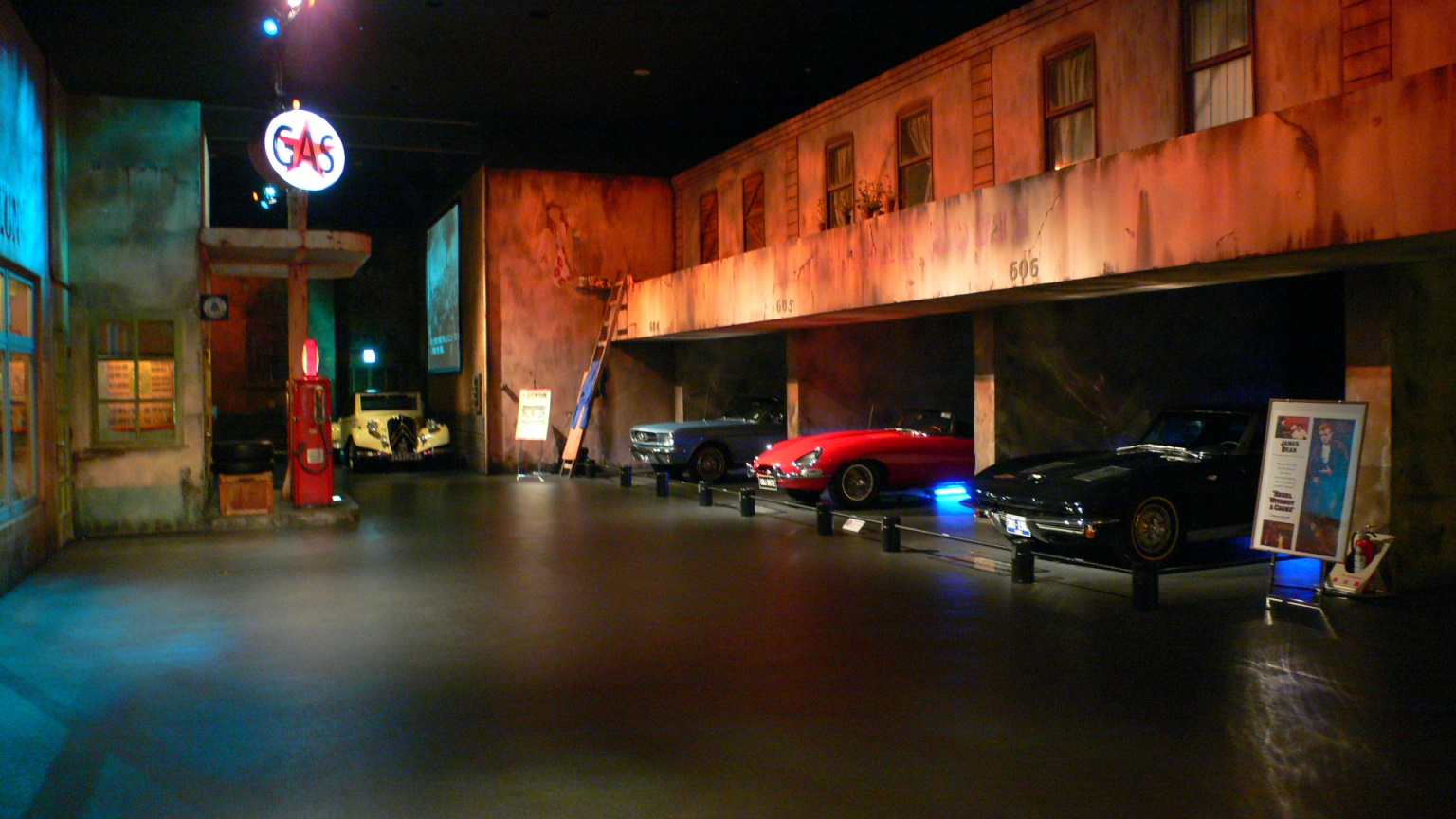
ヒストリーガレージ
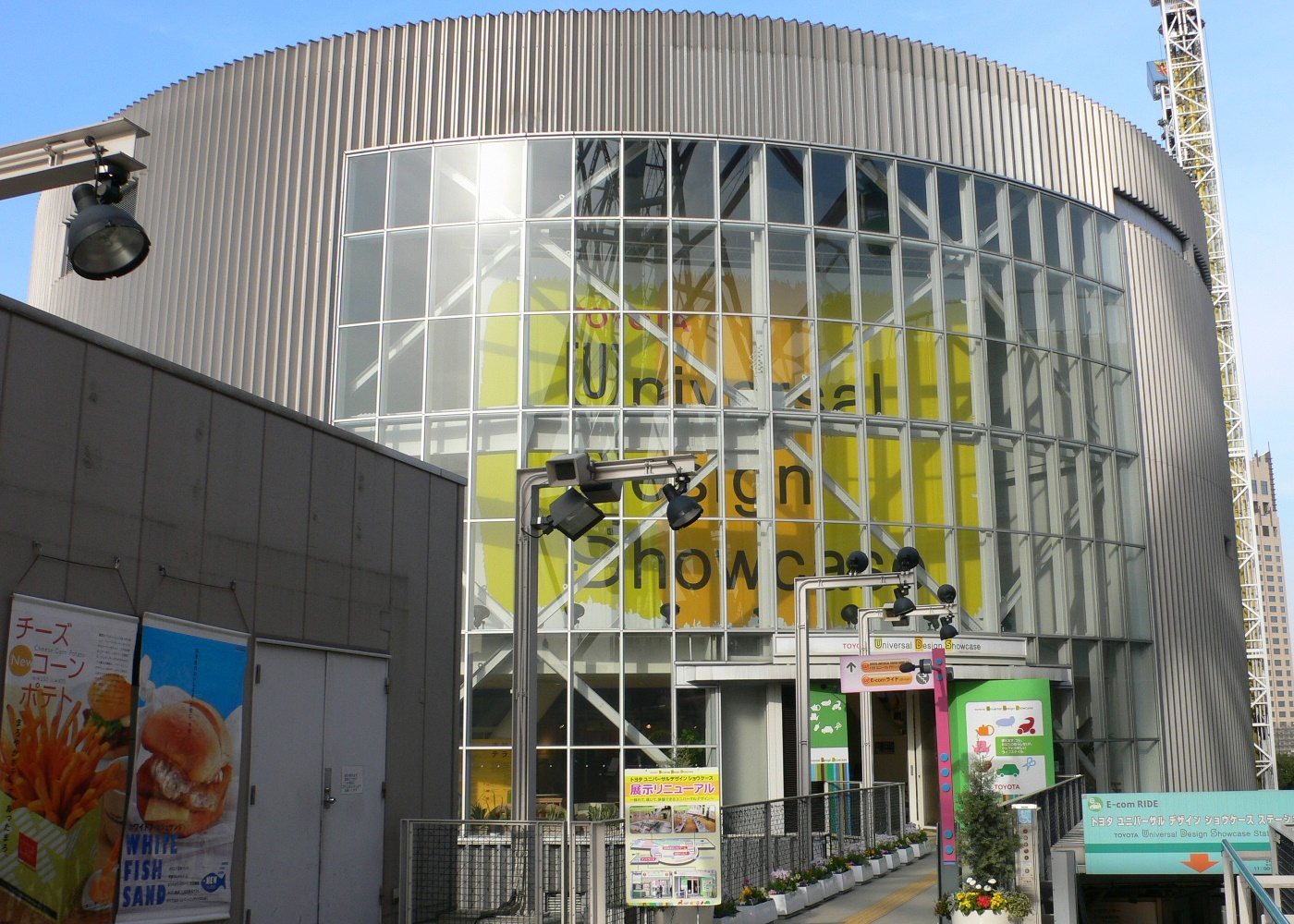
ユニバーサルデザイン ショウケース
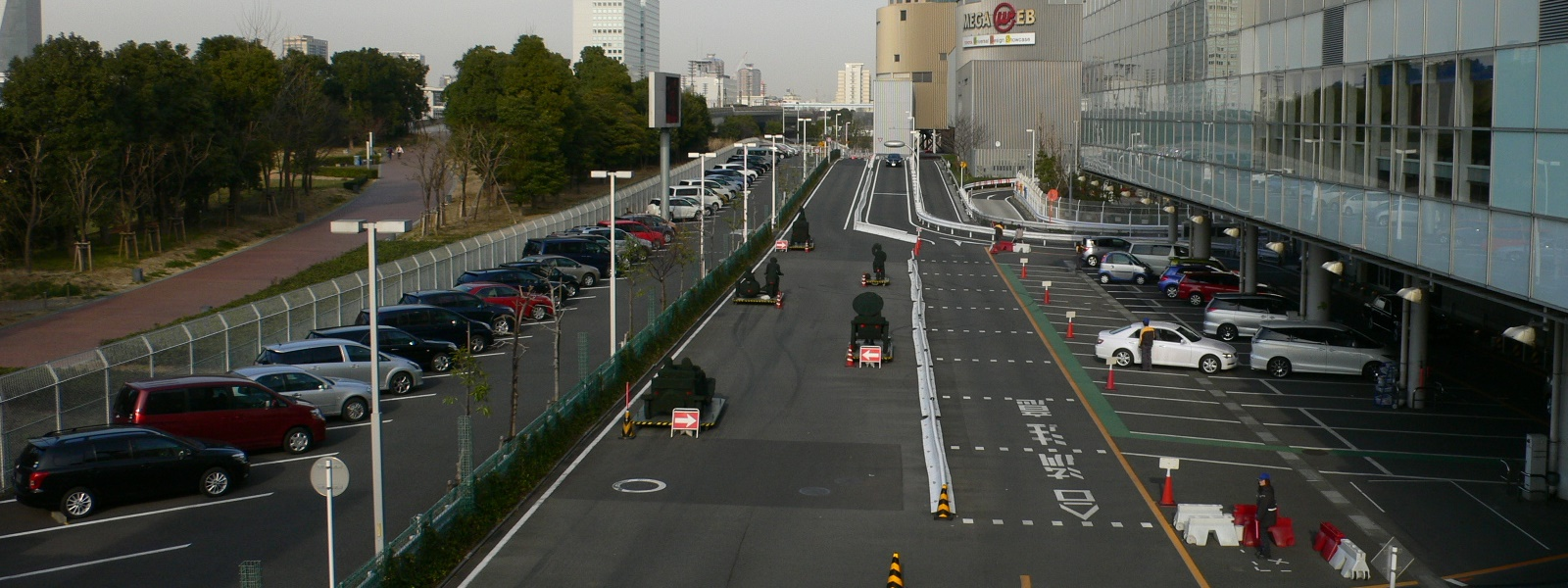
ライドワン

## 閉館前に撤去された設備

### E-comライド
トヨタ自動車が開発した電気自動車「トヨタ・e-com」による自動運転の案内軌条式鉄道のアトラクションで、シティーショーケースとヒストリーガレージに設置されたステーション間を片方向に走行することでITSを体験できた。一人1回200円だが、キャンペーンなどで無料で体験できることもあった。2010年12月31日をもって営業を終了し、ライドワン付近などにある案内軌条の一部は撤去された。また、元々あった走行道の一部は、ネクスト体験ゾーンになった後に、e-roadに転用された。

### トヨタ ユニバーサルデザイン ショウケース
トヨタ自動車の取り組むユニバーサルデザインに対する活動を展示していた。2011年3月11日以降閉鎖され、2013年のリニューアル以降はライドスタジオに転用された。
- フューチャーワールド エクスペリエンス
- レクサスギャラリー
- Funカートライド
- アレッサンドロ・ナニーニ カフェ
- waku-dokiゾーン
- ライドワンカフェ
- ミッショントライアングル(現メガシアターに位置する)
- 走行シーンシミュレーター(正式名称不明)

## アクセス
- 住所：東京都江東区青海1-3-12 パレットタウン内
- ゆりかもめ青海駅から徒歩3分
- りんかい線東京テレポート駅から徒歩5分

## 周辺施設
- パレットタウン
  - ヴィーナスフォート
  - Zepp Tokyo
  - EPSON teamlab:borderless
  - パレットタウン大観覧車
- シンボルプロムナード公園
- 夢の大橋
- 東京都水の科学館
- 武蔵野大学有明キャンパス
- FCGビル
- BMW GROUP Tokyo Bay